# Schiraces mopsus
Schiraces mopsus är en fjärilsart som beskrevs av William Schaus 1916. Schiraces mopsus ingår i släktet Schiraces och familjen nattflyn. Inga underarter finns listade.